# Indlandsis de la Antártida

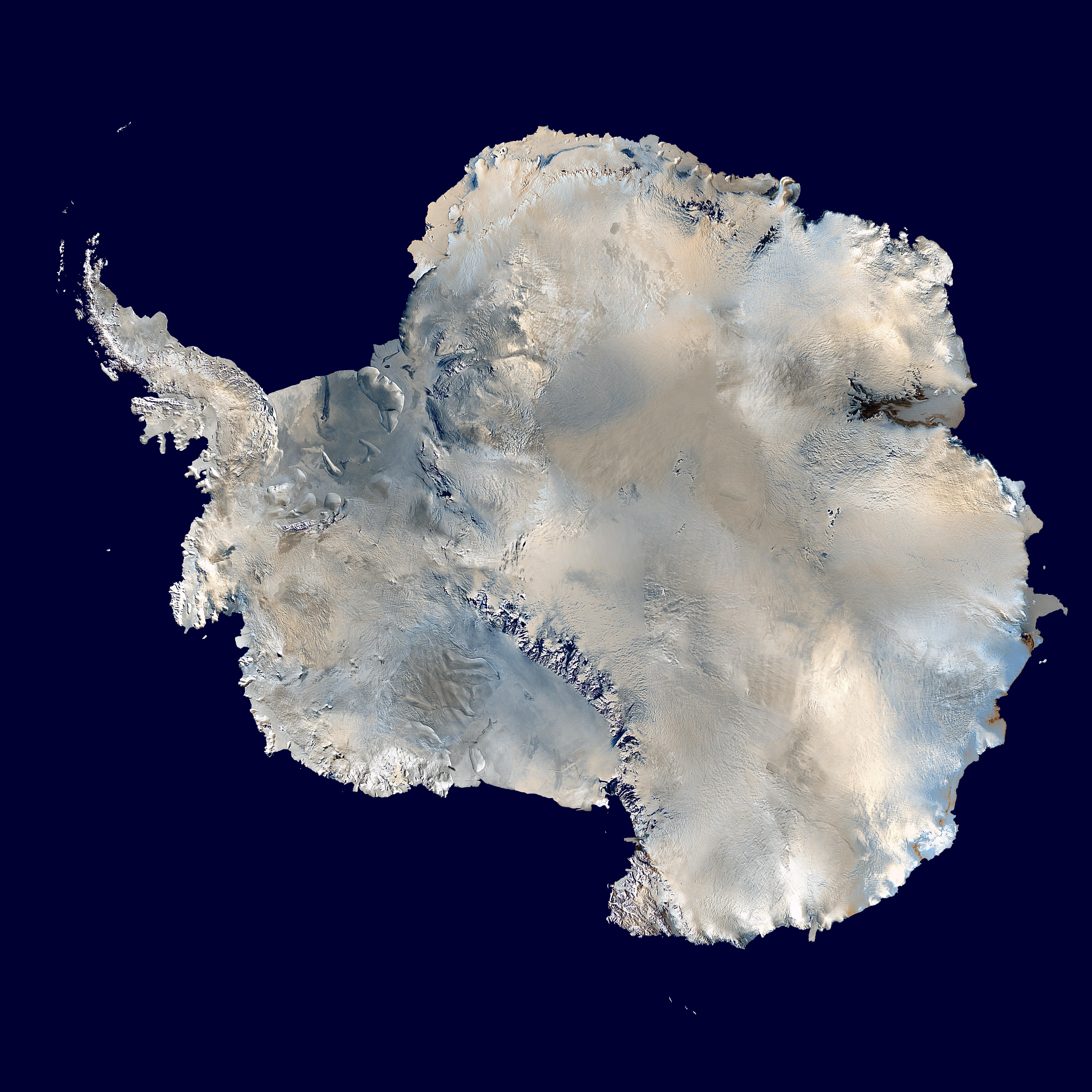
Imagen satelital compuesta del continente antártico.

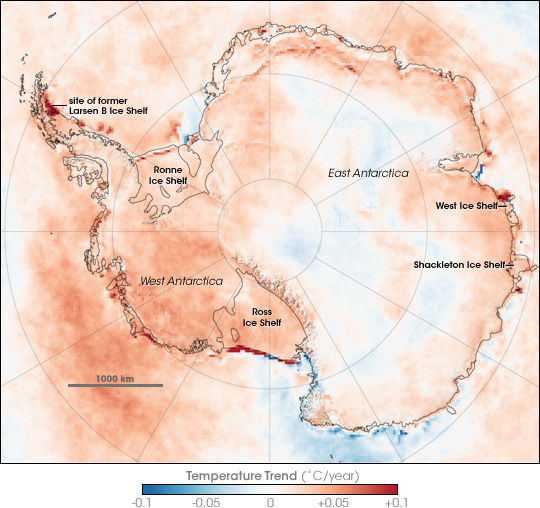
Tendencias de temperatura de la superficie antártica entre 1981 y 2007, sobre la base de observaciones termales infrarrojas de una serie de sensores de satélite NOAA. La temperatura de superficie no necesariamente refleja la temperatura del aire.

La cubierta de hielo o indlandsis antártico es uno de los dos casquetes polares (o calotas polares) de la Tierra. Cubre cerca del 98 % del continente antártico y es la masa singular de hielo más grande de la Tierra, con al menos 14 millones de km², y contiene 30 millones de km³ de hielo. Supone más del 90 % del volumen total del hielo glaciar de la Tierra, en comparación con el 8 % que representa el indlandsis de Groenlandia, en el hemisferio norte. Este manto de hielo de la Antártida alcanza grosores superiores a los 4 km, situándose el lecho de roca en algunos puntos a unos 2 km bajo el nivel del mar.
En muchos puntos de la costa antártica, el manto de hielo se continúa con grandes masas de hielo parcialmente flotante unidas a tierra llamadas barreras o plataformas de hielo, la mayor de las cuales es la barrera de hielo de Ross, con una superficie aproximada de 500 000 km² y unos 70 m de altitud media. Dichas plataformas representan fracciones del indlandsis empujadas hacia el mar. El manto de hielo antártico se mueve hacia el exterior a una tasa estimada de entre 25 y 50 metros por año, pudiendo alcanzar los 1000 metros al año o más en el caso de las plataformas de hielo de las costas.
Su antigüedad es de 33,6 millones de años.